# Frederick Kerr
Frederick Kerr (* 11. Oktober 1858 in London, England als Frederick Grinham Keen; † 3. Mai 1933 ebenda) war ein britischer Theater- und Filmschauspieler.

## Leben und Karriere
Nach seinem Abschluss an der University of Cambridge zog es den gebürtigen Londoner Frederick Kerr in die Vereinigten Staaten. Zunächst trat er als Künstler in verschiedenen Sketchen auf, ehe ein ernsthafter dramatischer Schauspieler aus ihm wurde. Sein Auftritt in einer Produktion von The School for Scandal im Jahre 1882 brachte Kerr den Durchbruch. In den nächsten 40 Jahren pendelte er zwischen den amerikanischen und britischen Bühnen, wobei er nicht nur als Schauspieler, sondern auch als Theaterregisseur tätig war. Am Broadway trat er zwischen 1900 und 1930 in sieben Produktionen auf und führte bei einem seiner Stücke auch Regie. In London arbeitete Kerr als Schauspieler und Manager für angesehene Theaterhäuser wie das Vaudeville Theatre und das Royal Court Theatre. Bereits 1916 hatte er mit einer Rolle im britischen Stummfilm The Real Thing At Last neben Edmund Gwenn sein Schauspieldebüt gegeben, doch erst mit Beginn des Tonfilmes trat er – in seinen letzten Lebensjahren – vermehrt in Filmen auf.
Für Hollywood stand Kerr Anfang der 1930er-Jahre in zahlreichen Filmen als Nebendarsteller vor der Kamera, wobei er als britischer Darsteller vorwiegend würdevolle Aristokraten und Militärs verkörperte. Seinen heute wohl noch bekanntesten Auftritt dieser Art hatte er in James Whales Horrorklassiker Frankenstein (1931), wo seine Figur des schrulligen Baron Frankensteins als Comic Relief fungiert. Im selben Jahr spielte er nochmals unter Regie von Whale einen pensionierten Major im Drama Waterloo Bridge, das lange als verschollen galt. Bis in sein Todesjahr arbeitete Kerr als Schauspieler, ehe der starke Raucher im Mai 1933 in seiner Geburtsstadt London an Lungenkrebs verstarb. Er begründete eine kleine Schauspieldynastie: Sein Sohn war der Schauspieler und Autor Geoffrey Kerr (1895–1971), sein Enkel der Schauspieler John Kerr (1931–2013).
1930 hatte Kerr seine Memoiren unter dem Titel Recollections of a Defective Memory veröffentlicht.

## Filmografie
- 1916: The Real Thing at Last
- 1916: The Lifeguardsman
- 1918: Victory and Peace
- 1919: 12.10
- 1930: The Lady of Scandal
- 1930: Raffles
- 1930: The Devil to Pay!
- 1931: Born to Love
- 1931: Always Goodbye
- 1931: Waterloo Bridge
- 1931: Friends and Lovers
- 1931: Honor of the Family
- 1931: Frankenstein
- 1932: Lovers Courageous
- 1932: -But the Flesh Is Weak
- 1932: Beauty and the Boss
- 1932: The Midshipmaid
- 1933: The Man from Toronto
- 1933: Lord of the Manor